# Réseau de la Woëvre
| SE N°3807 (Decauville N° 668/1913) nach dem Ersten Weltkrieg |                     | | |
| Ehemaliger Streckenverlauf auf einer Karte von 2021 Meterspurbahn (durchgezogen), Feldbahnen (gestrichelt) sowie Benzol- und Förderbahnen (gepunktet) |                     | | |
| Streckenlänge: | 149 km              | | |
| Spurweite: | 1000 mm (Meterspur) | | |
| |                     | | |
| \| \| \| Bahnstrecke Mohon–Thionville \| \| \| \| \| Montmédy-Échange[8] \| \| \| \| \| D 981 (ehem. N 381) \| \| \| \| \| Chiers \| \| \| \| \| nach Marville \| \| \| \| \| D 643 (ehem. N 47) \| \| \| \| \| Montmédy-Ville \| \| \| \| \| Gleisanschluss \| \| \| \| \| Han-lès-Juvigny \| \| \| \| \| Juvigny \| \| \| \| \| Louppy-Remoiville (Anschluss zur Feldbahn)[6] \| \| \| \| \| Ausweiche Jametz[6] \| \| \| \| \| Bréhéville \| \| \| \| \| Bahnstrecke Marcq-Saint-Juvin–Baroncourt \| \| \| \| \| Lissey-Écurey (Anschluss zur Feldbahn)[6] \| \| \| \| \| nach Romagne-sous-les-Côtes[9] und Deutsch-Eck[10][7][11] \| \| \| \| \| Damvillers \| \| \| \| \| nach Étraye[12] \| \| \| \| \| RN 405 \| \| \| \| \| Moirey-Flabas \| \| \| \| \| Azannes \| \| \| \| \| Ornes[13] \| \| \| \| \| Bezonvaux \| \| \| \| \| Vaux-devant-Damloup \| \| \| \| \| Fleury-devant-Douaumont \| \| \| \| \| Eix-Abaucourt \| \| \| \| \| Bahnstrecke Saint-Hilaire-au-Temple–Hagondange v. St-Hilaire \| \| \| \| \| D 603 (ehem. RN 406) \| \| \| \| \| Maas (Pont de la Galavaude) \| \| \| \| \| Bahnstrecke Lérouville–Pont-Maugis von Lérouville \| \| \| \| \| Verdun \| \| \| \| \| zum Netz der Compagnie Meusienne de Chemins de Fer \| \| \| \| \| \| \| \| \| \| Bahnstrecke Lérouville–Pont-Maugis nach Pont-Maugis u. Saint-Hilaire-au-Temple–Hagondange nach Hagondange \| \| \| \| \| \| \| \| \| \| Moulainville \| \| \| \| \| Châtillon-sous-les-Côtes \| \| \| \| \| Haudimont \| \| \| \| \| A 4 \| \| \| \| \| D 903 (ehem. RN 3) \| \| \| \| \| Manheulles \| \| \| \| \| Fresnes-en-Woëvre \| \| \| \| \| Combres-sous-les-Côtes \| \| \| \| \| Herbeuville \| \| \| \| \| Hannonville \| \| \| \| \| RN 408 \| 245 m \| \| \| \| Thillot \| \| \| \| \| Saint-Maurice-sous-les-Côtes \| \| \| \| \| Viéville-Billy \| \| \| \| \| RN 408 \| \| \| \| \| Vigneulles-lès-Hattonchâtel (Anschluss zur Feldbahn) \| \| \| \| \| D 908 (ehem. RN 408) \| \| \| \| \| D 901 (ehem. RN 401) \| \| \| \| \| Heudicourt-sous-les-Côtes \| \| \| \| \| Feldbahn Vigneulles – St. Mihiel \| \| \| \| \| LGV Est européenne \| \| \| \| \| Buxières \| \| \| \| \| Woinville (Anschluss zur Feldbahn) \| \| \| \| \| Varnéville \| \| \| \| \| Apremont-la-Forêt \| \| \| \| \| Liouville \| \| \| \| \| Boncourt-sur-Meuse \| \| \| \| \| Bahnstrecke Lérouville–Metz \| \| \| \| \| Canal de l’Est (Betonbrücke) \| \| \| \| \| Commercy \| \| |                     | | |
| Bahnhof quer |                     | Bahnstrecke Mohon–Thionville                                                                              | Bahnstrecke Mohon–Thionville                                                                              |
| U-Bahn-Kopfbahnhof Streckenanfang (Strecke außer Betrieb) |                     | Montmédy-Échange                                                                                          | Montmédy-Échange                                                                                          |
| U-Bahn-Brücke (Strecke außer Betrieb) |                     | D 981 (ehem. N 381)                                                                                       | D 981 (ehem. N 381)                                                                                       |
| U-Bahn-Brücke über Wasserlauf (Strecke außer Betrieb) |                     | Chiers | Chiers |
| U-Bahn-Abzweig geradeaus und von links (Strecke außer Betrieb) |                     | nach Marville                                                                                             | nach Marville                                                                                             |
| U-Bahn-Bahnübergang (Strecke außer Betrieb) |                     | D 643 (ehem. N 47)                                                                                        | D 643 (ehem. N 47)                                                                                        |
| U-Bahn-Bahnhof (Strecke außer Betrieb) |                     | Montmédy-Ville                                                                                            | Montmédy-Ville                                                                                            |
| U-Bahn-Abzweig geradeaus, nach rechts und von rechts (Strecke außer Betrieb) |                     | Gleisanschluss                                                                                            | Gleisanschluss                                                                                            |
| U-Bahn-Bahnhof (Strecke außer Betrieb) |                     | Han-lès-Juvigny                                                                                           | Han-lès-Juvigny                                                                                           |
| U-Bahn-Bahnhof (Strecke außer Betrieb) |                     | Juvigny                                                                                                   | Juvigny                                                                                                   |
| U-Bahn-Kopfbahnhof Streckenende und quer (Strecke außer Betrieb) · U-Bahn-Bahnhof (Strecke außer Betrieb) |                     | Louppy-Remoiville (Anschluss zur Feldbahn)                                                                | Louppy-Remoiville (Anschluss zur Feldbahn)                                                                |
| U-Bahn-Dienststation / Betriebs- oder Güterbahnhof (Strecke außer Betrieb) |                     | Ausweiche Jametz                                                                                          | Ausweiche Jametz                                                                                          |
| U-Bahn-Bahnhof (Strecke außer Betrieb) |                     | Bréhéville                                                                                                | Bréhéville                                                                                                |
| U-Bahn-Kreuzung mit Eisenbahn geradeaus oben (Strecken außer Betrieb) |                     | Bahnstrecke Marcq-Saint-Juvin–Baroncourt                                                                  | Bahnstrecke Marcq-Saint-Juvin–Baroncourt                                                                  |
| U-Bahn-Kopfbahnhof Streckenende und quer (Strecke außer Betrieb) · U-Bahn-Bahnhof (Strecke außer Betrieb) |                     | Lissey-Écurey (Anschluss zur Feldbahn)                                                                    | Lissey-Écurey (Anschluss zur Feldbahn)                                                                    |
| U-Bahn-Abzweig geradeaus und nach links (Strecke außer Betrieb) |                     | nach Romagne-sous-les-Côtes und Deutsch-Eck                                                               | nach Romagne-sous-les-Côtes und Deutsch-Eck                                                               |
| U-Bahn-Bahnhof (Strecke außer Betrieb) |                     | Damvillers                                                                                                | Damvillers                                                                                                |
| U-Bahn-Abzweig geradeaus und nach rechts (Strecke außer Betrieb) |                     | nach Étraye                                                                                               | nach Étraye                                                                                               |
| U-Bahn-Bahnübergang (Strecke außer Betrieb) |                     | RN 405 | RN 405 |
| U-Bahn-Bahnhof (Strecke außer Betrieb) |                     | Moirey-Flabas                                                                                             | Moirey-Flabas                                                                                             |
| U-Bahn-Bahnhof (Strecke außer Betrieb) |                     | Azannes                                                                                                   | Azannes                                                                                                   |
| U-Bahn-Bahnhof (Strecke außer Betrieb) |                     | Ornes | Ornes |
| U-Bahn-Strecke nach links · U-Bahn-Bahnhof (Strecke außer Betrieb) |                     | Bezonvaux                                                                                                 | Bezonvaux                                                                                                 |
| U-Bahn-Bahnhof (Strecke außer Betrieb) · U-Bahn-Abzweig nach rechts und von rechts |                     | Vaux-devant-Damloup                                                                                       | Vaux-devant-Damloup                                                                                       |
| U-Bahn-Bahnhof (Strecke außer Betrieb) · U-Bahn-Strecke |                     | Fleury-devant-Douaumont                                                                                   | Fleury-devant-Douaumont                                                                                   |
| U-Bahn-Strecke · U-Bahn-Bahnhof (Strecke außer Betrieb) |                     | Eix-Abaucourt                                                                                             | Eix-Abaucourt                                                                                             |
| Strecke von links · U-Bahn-Kreuzung geradeaus unten · U-Bahn-Kreuzung mit Eisenbahn geradeaus unten (Strecke geradeaus außer Betrieb) |                     | Bahnstrecke Saint-Hilaire-au-Temple–Hagondange v. St-Hilaire                                              | Bahnstrecke Saint-Hilaire-au-Temple–Hagondange v. St-Hilaire                                              |
| Strecke · U-Bahn-Strecke · U-Bahn-Strecke mit Straßenbrücke (Strecke außer Betrieb) |                     | D 603 (ehem. RN 406)                                                                                      | D 603 (ehem. RN 406)                                                                                      |
| Brücke über Wasserlauf · U-Bahn-Strecke |                     | Maas (Pont de la Galavaude)                                                                               | Maas (Pont de la Galavaude)                                                                               |
| Abzweig geradeaus und von rechts · U-Bahn-Strecke · U-Bahn-Strecke (außer Betrieb) |                     | Bahnstrecke Lérouville–Pont-Maugis von Lérouville                                                         | Bahnstrecke Lérouville–Pont-Maugis von Lérouville                                                         |
| Bahnhof · U-Bahn-Bahnhof · U-Bahn-Strecke (außer Betrieb) |                     | Verdun | Verdun |
| Strecke · U-Bahn-Strecke · U-Bahn-Strecke (außer Betrieb) |                     | zum Netz der Compagnie Meusienne de Chemins de Fer                                                        | zum Netz der Compagnie Meusienne de Chemins de Fer                                                        |
| |                     | | |
| Abzweig geradeaus und nach rechts · U-Bahn-Strecke von halblinks |                     | Bahnstrecke Lérouville–Pont-Maugis nach Pont-Maugis u. Saint-Hilaire-au-Temple–Hagondange nach Hagondange | Bahnstrecke Lérouville–Pont-Maugis nach Pont-Maugis u. Saint-Hilaire-au-Temple–Hagondange nach Hagondange |
| |                     | | |
| U-Bahn-Bahnhof (Strecke außer Betrieb) |                     | Moulainville                                                                                              | Moulainville                                                                                              |
| U-Bahn-Bahnhof (Strecke außer Betrieb) |                     | Châtillon-sous-les-Côtes                                                                                  | Châtillon-sous-les-Côtes                                                                                  |
| U-Bahn-Bahnhof (Strecke außer Betrieb) |                     | Haudimont                                                                                                 | Haudimont                                                                                                 |
| |                     | A 4 | |
| U-Bahn-Strecke mit Straßenbrücke (Strecke außer Betrieb) |                     | D 903 (ehem. RN 3)                                                                                        | D 903 (ehem. RN 3)                                                                                        |
| U-Bahn-Bahnhof (Strecke außer Betrieb) |                     | Manheulles                                                                                                | Manheulles                                                                                                |
| U-Bahn-Bahnhof (Strecke außer Betrieb) |                     | Fresnes-en-Woëvre                                                                                         | Fresnes-en-Woëvre                                                                                         |
| U-Bahn-Bahnhof (Strecke außer Betrieb) |                     | Combres-sous-les-Côtes                                                                                    | Combres-sous-les-Côtes                                                                                    |
| U-Bahn-Bahnhof (Strecke außer Betrieb) |                     | Herbeuville                                                                                               | Herbeuville                                                                                               |
| U-Bahn-Bahnhof (Strecke außer Betrieb) |                     | Hannonville                                                                                               | Hannonville                                                                                               |
| U-Bahn-Bahnübergang (Strecke außer Betrieb) |                     | RN 408 | 245 m |
| U-Bahn-Bahnhof (Strecke außer Betrieb) |                     | Thillot                                                                                                   | Thillot                                                                                                   |
| U-Bahn-Bahnhof (Strecke außer Betrieb) |                     | Saint-Maurice-sous-les-Côtes                                                                              | Saint-Maurice-sous-les-Côtes                                                                              |
| U-Bahn-Bahnhof (Strecke außer Betrieb) |                     | Viéville-Billy                                                                                            | Viéville-Billy                                                                                            |
| U-Bahn-Bahnübergang (Strecke außer Betrieb) |                     | RN 408 | RN 408 |
| U-Bahn-Kopfbahnhof Streckenanfang (Strecke außer Betrieb) · U-Bahn-Bahnhof (Strecke außer Betrieb) |                     | Vigneulles-lès-Hattonchâtel (Anschluss zur Feldbahn)                                                      | Vigneulles-lès-Hattonchâtel (Anschluss zur Feldbahn)                                                      |
| U-Bahn-Bahnübergang (Strecke außer Betrieb) · U-Bahn-Bahnübergang (Strecke außer Betrieb) |                     | D 908 (ehem. RN 408)                                                                                      | D 908 (ehem. RN 408)                                                                                      |
| U-Bahn-Bahnübergang (Strecke außer Betrieb) · U-Bahn-Bahnübergang (Strecke außer Betrieb) |                     | D 901 (ehem. RN 401)                                                                                      | D 901 (ehem. RN 401)                                                                                      |
| U-Bahn-Bahnhof (Strecke außer Betrieb) · U-Bahn-Bahnhof (Strecke außer Betrieb) |                     | Heudicourt-sous-les-Côtes                                                                                 | Heudicourt-sous-les-Côtes                                                                                 |
| U-Bahn-Strecke nach rechts (außer Betrieb) · U-Bahn-Strecke (außer Betrieb) |                     | Feldbahn Vigneulles – St. Mihiel                                                                          | Feldbahn Vigneulles – St. Mihiel                                                                          |
| |                     | LGV Est européenne                                                                                        | |
| U-Bahn-Bahnhof (Strecke außer Betrieb) |                     | Buxières                                                                                                  | Buxières                                                                                                  |
| U-Bahn-Kopfbahnhof Streckenende und quer (Strecke außer Betrieb) · U-Bahn-Bahnhof (Strecke außer Betrieb) |                     | Woinville (Anschluss zur Feldbahn)                                                                        | Woinville (Anschluss zur Feldbahn)                                                                        |
| U-Bahn-Bahnhof (Strecke außer Betrieb) |                     | Varnéville                                                                                                | Varnéville                                                                                                |
| U-Bahn-Bahnhof (Strecke außer Betrieb) |                     | Apremont-la-Forêt                                                                                         | Apremont-la-Forêt                                                                                         |
| U-Bahn-Bahnhof (Strecke außer Betrieb) |                     | Liouville                                                                                                 | Liouville                                                                                                 |
| U-Bahn-Bahnhof (Strecke außer Betrieb) |                     | Boncourt-sur-Meuse                                                                                        | Boncourt-sur-Meuse                                                                                        |
| U-Bahn-Kreuzung mit Eisenbahn geradeaus unten (Strecke geradeaus außer Betrieb) |                     | Bahnstrecke Lérouville–Metz                                                                               | Bahnstrecke Lérouville–Metz                                                                               |
| U-Bahn-Brücke über Wasserlauf (Strecke außer Betrieb) |                     | Canal de l’Est (Betonbrücke)                                                                              | Canal de l’Est (Betonbrücke)                                                                              |
| U-Bahn-Kopfbahnhof Streckenende (Strecke außer Betrieb) |                     | Commercy                                                                                                  | Commercy                                                                                                  |

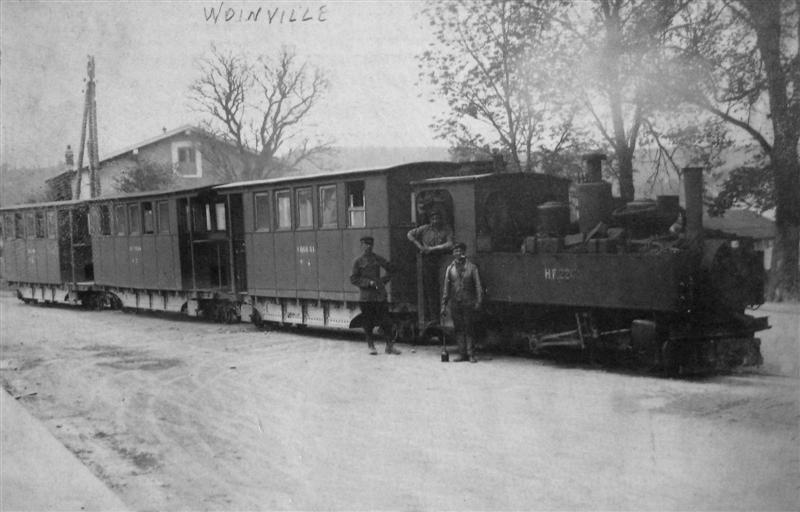
Brigadelok mit umgebauten Péchot-Wagen in Woinville (600 mm Spurweite)

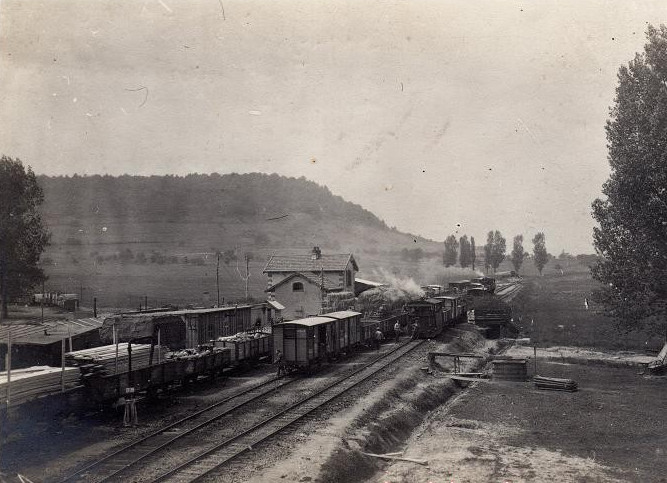
Bahnhof Lissey-Écurey

Das Réseau de la Woëvre (umgangssprachlich Le Meusien) war ein 149 km langes meterspuriges Schienennetz im französischen Département Meuse, das von 1914 bis 1938 betrieben wurde. Von der 61 km langen Hauptstrecke Verdun–Montmédy zweigte in Vaux-devant-Damloup eine 66 km lange Zweigstrecke nach Commercy ab. Vor und während der Schlacht um Verdun wurden die nördlichen Streckenabschnitte von den deutschen Streitkräften erweitert und als Heeresfeldbahn genutzt.

## Streckenverlauf
Das Réseau de la Woëvre mit einer Spurweite von 1000 mm war ein Eisenbahnnetz, das im Département Meuse gebaut und zwischen 1914 und 1938 von der Société Générale des Chemins de Fer Économiques (SE) betrieben wurde. Es umfasste vier Streckenabschnitte mit einer Gesamtlänge von 149 km:
- Meterspur
  - Verdun – Vaux-devant-Damloup – Montmédy (61 km), Eröffnung 1914, Schließung 1938[15]
  - Vaux-devant-Damloup – Commercy (66 km), Eröffnung 1914, Schließung 1938[16]

- Normalspur
  - Robert-Espagne – Haironville (11 km), Eröffnung  1933, Schließung 1971
  - Aubréville – Varennes-en-Argonne  (11 km), Eröffnung 1918, Schließung 1937[17]

## Geschichte

### Genehmigung
Der Bau und Betrieb der meterspurigen Lokalbahn wurde am 7. Juni 1907 durch das Gesetz zur Erklärung der Gemeinnützigkeit der Einrichtung eines lokalen Eisenbahnnetzes im Departement Meuse, dem sogenannten Réseau de la Woëvre, bestehend aus den beiden Strecken Verdun–Montmédy und Commercy–Verdun, genehmigt.

### Bau
Die Bauzeit betrug 7 Jahre. Die Schienen stammten aus dem Stahlwerk in Vireux-Molhain bei Givet und die Weichen aus einer Fabrik in Anzin im Département Nord. Es wurden auch drei sonderangefertigte Kreuzungen bestellt, mit der die schmälere Decauville-Bahn des Forts von Douaumont die Meterspurbahn überqueren konnte.
Die 600.000 hölzernen Schwellen wurden in Sägewerken der Umgebung hergestellt. Um den für den Gleisbau nötigen Schotter abzubauen, wurde eine große Kiesgrube bei Damvillers angelegt, wo sich heute Teiche befinden. Insgesamt mussten 26 Ingenieurbauwerke errichtet werden, davon 16 mit einer Höhe von 2 bis 4 Metern, und 10 Brücken von 6 bis 30 Meter Spannweite. Außerdem gab es 83 Durchlässe und 19 Kanaldurchführungen sowie 68 Bahnübergänge.

### Inbetriebnahme
Die Lokalbahn wurde 1914 abschnittsweise in Betrieb genommen:
- Commercy – Fresnes-en-Woëvre (44 km): 28. Februar 1914
- Fresnes – Vaux-devant-Damloup – Verdun (36 km): 21. März 1914
- Vaux-devant-Damloup – Montmédy (45 km): 19. April 1914[20]

### Erster Weltkrieg
Nachdem nach dem Attentat von Sarajevo vom 28. Juni 1914 der Erste Weltkrieg ausgebrochen war, wurde die Bahn vom französischen Militär genutzt, um Truppen und Nachschub von Verdun nach Montmédy zu bringen und in der Gegenrichtung Verletzte in die französischen Lazarette in Verdun zu transportieren. Als die deutschen Streitkräfte nach Westen vorrückten, zerstörten die Franzosen in der Nacht vom 26. auf den 27. August 1914 auf ihrem Rückzug den Tunnel der Normalspureisenbahn in Montmédy. Das führte zu erheblichen Transportschwierigkeiten, bis deutsche Eisenbahnpioniere eine normalspurige Behelfsstrecke durch das Stadtgebiet von Montmédy verlegten.
Der nördliche Teil der meterspurigen Lokalbahn wurde ab 1915 von den deutschen Streitkräften unter Zuhilfenahme von zwangsverpflichtetem Zivilpersonal und Kriegsgefangenen betrieben. Die Militärzüge fuhren tagsüber meist im Verband von zwei oder mehr Zügen mit jeweils bis zu drei Lokomotiven bis Damvillers, weil weiter südlich gelegene Streckenabschnitte für den planmäßigen Bahnbetrieb zu nah an der Front lagen. Dabei fuhren meist Züge auf Sicht im sogenannten Geleitzugverfahren. Bei Nacht gab es darüber hinaus militärische Sonderfahrten mit unbeleuchteten Nachtzügen zwischen Damvillers und Moirey und gelegentlich sogar bis nach Azannes.
Die deutschen Streitkräfte bauten mehrere meterspurige Zweigstrecken: Die wichtigste davon begann bei km 39,5 zwischen Lissey und La Petite Lissey und führte von dort nach Südwesten nach Romagna, wo es Anschluss zur normalspurigen Vollbahn gab.

### Nachkriegszeit
Die Société Générale des Chemins de Fer Économiques (SE) übernahm 1922 den Betrieb. In der Nachkriegszeit wurden von 1919 bis 1924 große Mengen von Baumaterial für den Wiederaufbau der zerstörten Gebäude entlang der Strecke transportiert. Die Züge verkehrten daher fahrplanmäßig als gemischte Güter- und Personenzüge, was zahlreiche Rangiermanöver in den Bahnhöfen erforderte, um weitere Güterwagen an- oder abzukuppeln. Dadurch und weil die Höchstgeschwindigkeit auf 12 km/h beschränkt war, waren die Fahrten sehr zeitaufwendig. Eine einfache Fahrt vom Bahnhof Bréhéville nach Verdun dauerte fast zwei Stunden. Die Haupteinnahmequelle war der Güterverkehr, was sich auch an der spartanischen Ausrüstung der Lokalbahnwagen ablesen lässt: Es gab nur Holzbänke, keine von der Lokomotive gespeiste Heizung, unzureichende Beleuchtung und keine Toiletten.

### Niedergang und Stilllegung
Da die Wirtschaftlichkeit durch die steigende Inflation in Frage gestellt wurde, schloss sich die Betreibergesellschaft am 1. Juni 1923 mit den Betreibern der südwestlich von Verdun gelegenen Lokalbahnstrecken zusammen. Das fusionierte Unternehmen erwarb modernere Schienenfahrzeuge, insbesondere Triebwagen, die daraufhin zwischen Montmédy und Bar-le-Duc im Umlauf waren. Am 20. Juni 1938 wurde der Betrieb weitgehend eingestellt und die Vermögenswerte wurden verkauft. Die Liquidation war mit dem Ausbruch des Zweiten Weltkriegs im Jahr 1939 noch nicht abgeschlossen. Erst in der Nachkriegszeit wurde das Unternehmen 1946 vollständig abgewickelt.

## Bahnhöfe und Brücken
| Bahnhöfe und Brücken Montmédy–Verdun | Fotos | Erhaltungszustand der Bahnhofgebäude und Anmerkungen |
| ------------------------------------ | ----- | --- |
| Montmédy-Échange                     |       | Erhalten |
| Montmédy-Ville                       |       | In Montmédy waren während des Ersten Weltkriegs zahlreiche Lokomotiven stationiert, um Waffen, Munition, Nachschub und Soldaten zur Front zu transportieren. Das Bahnhofsgebäude ist am heutigen Sportplatz erhalten. |
| Han-lès-Juvigny                      |       | Erhalten |
| Louppy-Remoiville                    |       | |
| Ausweiche Jametz                     |       | |
| Brandeville                          |       | Das vom deutschen Heer erbaute hölzerne Bahnhofsgebäude wurde nach dem Krieg durch den aus Brandeville stammenden Herrn Hugbourg erworben. Er baute es ab, um es in der Gegend von Paris wieder aufzubauen. |
| Bréhéville                           |       | |
| Lissey                               |       | Von Lissey führte während des Ersten Weltkriegs eine Zweigstrecke nach Romagne, einem von zwei Bahnhöfen an der Vollbahn, über die ein bedeutender Anteil des Nachschubs und Truppentransports für die gesamte nördliche Verdun-Front sowie der Verwundeten-Transport in Lazarette das Reichsgebiet abgewickelt wurde. |
| Zweigstrecke nach Romagne            |       | Bei Romagne und Deutsch-Eck gab es einen Umladebahnhof zur normalspurigen Vollbahn |
| Damvillers                           |       | Es gab einen Wasserturm aus Beton mit einem dazugehörenden kleinen Pumpenraum. Die Damen- und Herrentoilette stand neben dem heute noch erhaltenen Bahnhofsgebäude. In der Nachkriegszeit wurde eine Arnold-Jung-Lok von 1898 mithilfe von Wagenhebern zur Wartung über einem provisorischen Gleisabschnitt auf einem Schwellenstapel aufgebockt. Die für gemischte Züge für den Personen- und Güterverkehr eingesetzte Borsig-Lok hatte erhebliche Dampfleckagen. |
| Gleisanschluss nach Étraye           |       | Der Gleisanschluss nach Etraye wurde vom deutschen Militär erbaut. |
| Moirey-Flabas                        |       | |
| Azannes                              |       | Am 22. Juli 1915 wurde das Meterspurgleis bei Azannes durch französische Granaten vorübergehend zerstört. Das Bahnhofsgebäude ist heute noch erhalten. |
| Gremilly                             |       | Erhalten |
| Ornes                                |       | Bei Ornes und Bezonvaux wurde vom französischen Militär 1915 eine 600-mm-Decauville-Bahn von der Meterspurbahn auf die Höhe von La Vauche nordwestlich von Bezonvaux verlegt, um dort eine 140-mm-Kanone zu installieren, die von französischen Marinekanonieren bedient wurde. Die Bahn wurde bis Februar 1916 für den Munitionstransport genutzt. Als das deutsche Heer von Ende Februar bis zum 15./16. Dezember 1916 die Umgebung von Bezonvaux besetzte, verlegte es weitere 600-mm-Feldbahngleise, auf denen die Loren von Motorlokomotiven gezogen (Benzolbahn), von Pferden gezogen (Pferdebahn) oder von Hand geschoben (Förderbahn) wurden. Die Dörfer und ihre Bahnhofsgebäude wurden als sogenannte villages détruits bis heute nicht wieder aufgebaut. |
| Bezonvaux                            |       | Bei Ornes und Bezonvaux wurde vom französischen Militär 1915 eine 600-mm-Decauville-Bahn von der Meterspurbahn auf die Höhe von La Vauche nordwestlich von Bezonvaux verlegt, um dort eine 140-mm-Kanone zu installieren, die von französischen Marinekanonieren bedient wurde. Die Bahn wurde bis Februar 1916 für den Munitionstransport genutzt. Als das deutsche Heer von Ende Februar bis zum 15./16. Dezember 1916 die Umgebung von Bezonvaux besetzte, verlegte es weitere 600-mm-Feldbahngleise, auf denen die Loren von Motorlokomotiven gezogen (Benzolbahn), von Pferden gezogen (Pferdebahn) oder von Hand geschoben (Förderbahn) wurden. Die Dörfer und ihre Bahnhofsgebäude wurden als sogenannte villages détruits bis heute nicht wieder aufgebaut. |
| Vaux-devant-Damloup                  |       | Erhalten |
| Fleury-devant-Douaumont              |       | Obwohl das Dorf, das vor dem Ersten Weltkrieg 400 Einwohner hatte, im Krieg vollkommen zerstört wurde, gab es dort bis zur Stilllegung der Strecke 1938 einen planmäßigen Haltepunkt im Fahrplan der SE. Das Bahnhofsgebäude war in den 1950er Jahren noch erhalten. Später, in den 1960er Jahren, wurde auf dem Bahnhofsgelände das Mémorial de Verdun errichtet. |
| Pont de la Galavaude über die Maas   |       | |
| Verdun                               |       | |
| Bahnhöfe und Brücken Vaux–Commercy   | Fotos | Erhaltungszustand der Bahnhofgebäude und Anmerkungen |
| Vaux-devant-Damloup                  |       | |
| Eix-Abaucourt                        |       | |
| Moulainville                         |       | Erhalten |
| Manheulles                           |       | Erhalten |
| Fresnes-en-Woëvre                    |       | |
| Combres-sous-les-Côtes               |       | Erhalten |
| Herbeuville                          |       | |
| Thillot                              |       | Erhalten |
| Saint-Maurice-sous-les-Côtes         |       | Erhalten |
| Vigneulles-lès-Hattonchâtel          |       | Erhalten |
| Buxières                             |       | |
| Woinville                            |       | In Woinville gab es auch einen von den Amerikanern betriebenen Lokschuppen für ihre Feldbahn mit 600 mm Spurweite. |
| Varnéville                           |       | |
| Boncourt-sur-Meuse                   |       | |
| Canal de l’Est                       |       | Die innovativ konstruierte Stahlbetonbrücke wurde zwischen 1940 und 1946, vermutlich während des Zweiten Weltkriegs, zerstört. |
| Commercy                             |       | Das Bahnhofsgebäude wurde zwischen 1968 und 1973 abgerissen. |

## Lokomotiven
Kurz vor dem Beginn des Ersten Weltkrieges lieferte die Firma Decauville zwischen dem 27. August 1913 und 4. Mai 1914 zwölf fabrikneue Lokomotiven. Sie konnten auf die Strecken südwestlich von Verdun abgezogen werden, bevor sie vom deutschen Militär hätten beschlagnahmt werden können. Daraufhin setzten die deutschen Streitkräfte kleine belgische Dampfstraßenbahn-Kastenlokomotiven und aus dem Harz in Deutschland herbeigeschaffte Dampflokomotiven ein und errichten am Bahnhof Montmédy-Ville einen großen Holzschuppen als Bahnbetriebswerk.
| Hersteller                             | Achsfolge        | Fotos | Anmerkungen |
| -------------------------------------- | ---------------- | ----- | --- |
| Decauville Nr. 0662–0673 von 1913      | 1’C n2t          |       | N° 3801–3812 der SE |
| Hohenzollern Nr. 4814 von 1918, HK 111 | B'B n4vt Mallet  |       | Lokomotive der Härtsfeldbahn |
| Hohenzollern Nr. 1646 von 1903, HK 114 | B'B n4vt Mallet  |       | Lokomotive der Ruhr-Lippe-Eisenbahnen |
| Borsig Nr. 5466 von 1905, HK 117       | B'B n4vt Mallet  |       | Lokomotive Braunschweig der Gernrode-Harzgeroder Eisenbahn-Gesellschaft (GHE) beim Militäreinsatz in Montmédy. Société des Economiques N° 4818, später Chemin de fer du Nord-Est N° 202. |
| Henschel Nr. 13304/1914, HK 31         | 1'D'1 (urspr. D) |       | N° 2 |
| Jung bzw. Güstrow                      | B'B n4vt Mallet  |       | Mindestens zwei Mallet-Lokomotiven der Nordhausen-Wernigeroder Eisenbahn (NWE), vorne links und hinten rechts im Lokschuppen                                                             |
|                                        |                  |       | Belgische Kastenlokomotiven mit Vorspann, d. h. jeweils zwei mit Lokführern und Heizern besetzte Loks pro Zug                                                                            |

## Feldbahnen
Entlang der Strecke gab es während des Ersten Weltkriegs von den Deutschen Streitkräften betriebene militärische Feldbahnen mit einer Spurweite von 600 mm. Im Thilwald gab es sogar eine Kreuzung der Feldbahn Romagne–Azannes mit der Meterspurbahn.
Für den Abtransport der Verwundeten der bayerischen Infanterie-Division vor Verdun wurden in der Zeit vom 25. Mai bis 13. Juli 1916 Benzol- und Schmalspurbahnen eingesetzt. Der Verwundetentransport vom Hauptverbandplatz Ville-devant-Chaumont erfolgte mit der Schmalspurbahn über den Hauptverbandplatz der königlich bayerischenKompanie Nr. 2IB in Romagne, wo es unterschiedliche Feldlazarette gab, in denen täglich bis zu 1200 Schwer- und Leichtverwundete behandelt wurden.